# Vinets
Vinets é uma comuna francesa na região administrativa de Grande Leste, no departamento de Aube. Estende-se por uma área de 9,17 km². Em 2010 a comuna tinha 178 habitantes (densidade: 19,4 hab./km²).